# Galleria mellonella
La tarma maggiore della cera o tignola degli alveari (Galleria mellonella (Linnaeus, 1758)) è un lepidottero appartenente alla famiglia Pyralidae, infestante degli alveari di Apis mellifera

## Larva
La larva di Galleria mellonella, chiamata anche camola del miele, è un bruco che raggiunge una taglia massima di circa 3 cm color bianco panna con la testa color marrone. Come cibo vivo costituisce una vera leccornia per tutti gli animali insettivori grazie al gusto dolciastro che gli viene dal miele. Inoltre sono molto usate come esche da pesca, specialmente per la trota. Lungo l'arco della loro esistenza come larve, le camole del miele vivono un primo periodo in cui il diametro del corpo è uniforme per tutta la lunghezza. A questo stadio usano le energie per crescere. Le larve che si trovano in commercio per uso alieutico subiscono un trattamento termico che ne impedisce l'imbozzolamento e quindi la riproduzione.
Una ricerca, mostra che gli enzimi contenuti nella saliva delle larve della cera possono ossidare e depolimerizzare, in poche ore, il polietilene (PE) che è una delle materie plastiche più dure da degradare. La ricerca, in corso da parte del CSIC/CIB e della società spagnola Plasticentropy SL a Madrid, ha come obiettivo il determinare come gli enzimi di questi bruchi possano essere utilizzati per implementare una soluzione tecnologica per biodegradare i rifiuti di plastica in eccesso nel mondo.